# Walter Graffunder
Walter Graffunder (* 7. Januar 1898 in Frankfurt am Main; † 12. August 1953 im Engadin) war ein deutscher Physiker.

## Leben
Sein Vater Wilhelm Graffunder (1860–1909) war Kriminalkommissar im pommerschen Falkenburg. Walter Graffunder studierte Naturwissenschaften an der TH Darmstadt und der Universität Frankfurt am Main, wo er 1922 bei Richard Wachsmuth mit einer der ersten experimentellen Prüfungen der Debyeschen Theorie der dielektrischen Eigenschaften von Flüssigkeiten promoviert wurde. Von 1925 bis 1934 war er Assistent am Physikalischen Institut unter Richard Wachsmuth, Walther Gerlach, Gustav Schmaltz und Karl Wilhelm Meissner und forschte zu Abhängigkeit der Dielektrizitätskonstanten organischer Flüssigkeiten und binärer Flüssigkeitsgemische von der Temperatur. Mit Karl Grahe, Oberarzt der Universitäts-Ohren-Hals-Nasen-Klinik zu Frankfurt am Main, untersuchte er die Nachwirkungen starker Progressivbeschleunigungen (Linearbeschleunigung in gleich bleibender Richtung, im Gegensatz zur Winkelbeschleunigung). Er schloss seine Habilitationsschrift 1933 ab, wurde jedoch infolge Einspruchs des Nationalsozialistischen Deutschen Dozentenbundes nicht zur Dozentur zugelassen.
Graffunder fing 1934 bei Telefunken an und wurde Leiter des Entwicklungslabors für Ultrakurzwellen. 1939 wurde er doch noch habilitiert. 1943 wurde seine Abteilung nach Schlesien verlegt. Er entwickelte neue Messmethoden auf den Gebieten der Elektronenröhren und der Hochfrequenztechnik und untersuchte den Funkeleffekt in Empfängerröhren.
Nach seiner Flucht aus Schlesien siedelte er 1946 in die Schweiz über, wurde Assistent von Friedrich Dessauer, 1948 Privatdozent und 1950 außerordentlicher Professor an der Universität Freiburg (Schweiz). Auf einer Bergtour nach dem Piz Languard erlitt er eine Herzlähmung und fand seine letzte Ruhestätte in Zollikon.

## Schriften (Auswahl)
- Über die Abhängigkeit der Dielektrizitätskonstanten von Benzol, Aceton und Glycerin von der Temperatur. In: Annalen der Physik. F. 4, Bd. 70 (1923), S. 225–249 (Dissertation, Universität Frankfurt am Main, 29. November 1922).
- Das Röhrenrauschen bei Niederfrequenz. Auszug. In: Die Telefunken-Röhre. H. 15, 1939, S. 41–63 (Auszug aus: Habilitationsschrift, Universität Frankfurt am Main, 1939).